# ردود فعل حرب إسرائيل على لبنان 2006

## موقف الحكومة اللبنانية
يعتبر البعض فؤاد السنيورة، سني مناهض لسوريا وتضم حكومته الائتلافية عناصر إصلاحية مما يطلق عليه «ثورة الأرز»، وتضم أيضا، للمرة الأولى، وزراء من حزب الله، والذي أقر بحقه في «المقاومة». في 15 يوليو 2006 أعلن السنيورة لبنان بلدا منكوبا ودعا إلى وقف فوري لإطلاق النار ولم يتطرق السنيورة على الإطلاق لفكرة ان الهجوم الإسرائيلي موجه إلى حزب الله فقط بل تحدث عن تعرض لبنان كدولة إلى عدوان غير مبرر واعرب عن استعداد الحكومة «لبسط سلطتها على جميع الأراضي اللبنانية بدعم من الأمم المتحدة» 
بالنسبة لموقف السنيورة من قرار مجلس الأمن الدولي رقم 1559 والذي ينص على نزع سلاح الميليشيات بما فيها حزب الله فقد صرح السنيورة بان «موقف الحكومة اللبنانية هو احترام قرارات الشرعية الدولية، لكن هناك بعض النواحي من القرار 1559 تحتاج لتوافق داخلي». من الجدير بالذكر إن إسرائيل والولايات المتحدة تحاول إبراز صورة مفادها إن الحكومة اللبنانية لاحول لها ولاقوة على حزب الله وإن الحكومة اللبنانية هي رهينة في يد حزب الله حسب تعبير المسؤولين الأمريكيين والإسرائيليين.
في 24 يوليو 2006 قامت وزيرة الخارجية الأمريكية كوندوليزا رايس بزيارة لبيروت وعرضت على الحكومة اللبنانية خطة تهدف حسب قناعة الإدارة الأمريكية إلى مساعدة الحكومة اللبنانية لمد سيطرتها على جميع مناطق الجنوب اللبناني، وذلك بنشر قوات قوامها عشرة آلاف جندي من مصر وتركيا، تحت قيادة حلف شمال الأطلسي أو الأمم المتحدة  وقامت رايس بعرض نفس الخطة على رئيس الحكومة الإسرائيلية إيهود أولمرت، وتقر خطة رايس قيام القوات الإسرائيلية بالتوغل لمسافة تمتد 20 ميلاً داخل الأراضي اللبنانية، لإنهاء تهديد صواريخ حزب الله لشمال إسرائيل. من الجدير بالذكر ان رئيس مجلس النواب اللبناني نبيه بري، رفض المقترحات التي حملتها وزيرة الخارجية الأمريكية إلى بيروت، قائلاً إنها تتعارض مع الأولويات اللبنانية.
بعد حدوث مذبحة قانا 2006 في 30 يوليو 2006 رفضت الحكومة اللبنانية استقبال وزيرة الخارجية الأمريكية كوندوليزا رايس التي كان يتوقع وصولها بيروت في وقت لاحق ذلك اليوم، ما لم يتم وقف فوري لإطلاق النار وصرح رئيس الوزراء فؤاد السنيورة، أن لبنان لن يناقش «سوى وقف فوري وغير مشروط» لإطلاق النار وطالب السنيورة بإجراء تحقيق دولي حول ما جرى في «قانا.».

## الجامعة العربية
في 15 يوليو 2006 عقد وزراء الخارجية العرب اجتماعا طارئا بدعوة من امين عام جامعة الدول العربية، عمرو موسى في القاهرة لمناقشة الهجوم الإسرائيلي على لبنان وترأس الجلسة محمد حسين الشعالي، وزير الدولة للشؤون الخارجية لدولة الإمارات العربية المتحدة الذي صرح بعد الجلسة «أن الأمم المتحدة هي المكان الذي يجب قصده من اجل وقف الهجوم» واعتبر الشعالي قرار الجامعة العربية هذه «وقفة تاريخية رغم الاختلافات وذلك لحرص الجميع على ضرورة انجاح الاجتماع ووقف الهجوم على لبنان»، بينما تم اعتبار موقف الجامعة من قبل الشارع العربي فشلا ذريعا وصمتا على العدوان الذي يتعرض له لبنان 
كانت مواقف السعودية والكويت منتقدة لحزب الله وموقف سوريا وصرح وزير الخارجية السعودي سعود الفيصل قبل الاجتماع الذي الذي حضره 18 وزير خارجية عربي: "ان بعض الجهات تتصرف بطريقة "غير مسؤولة وغير مناسبة وغير متوقعة" وجاء هذا الموقف متناغما مع موقف الرئيس المصري محمد حسني مبارك والعاهل الأردني عبد الله الثاني بن الحسين اللذان صرحا بعد قمة عقداها في القاهرة في 14 يوليو وحذرا فيه "أي طرف من القيام باعمال تصعيدية غير مسؤولة تستهدف جر المنطقة إلى أوضاع خطيرة وتورطها في مواجهات غير محسوبة تتحمل تبعاتها دول المنطقة وشعوبها".
يعتقد المحللون السياسيون أن سبب تباين رد الفعل العربي سببه دول مثل مصر والسعودية والأردن؛ فهى دول معظمها ذات أكثرية سنيّة؛ تتخوّف من صعود الشيعة للسلطة في المنطقة ، ووفق مصادر من وكالة أسوشيتد برس فإن بعض الدول العربية ذات الأغلبية السنيّة تشجع ضمنا، تدمير حزب الله، مدفوعة بمخاوف أنه قد يشن هجمات ويشكل خلايا مسلحة خارج حدود لبنان، وهناك مخاوف من أن المسلحين السنة قد ينضمون تحت لواء حزب الله، كما فعلت حركة المقاومة الإسلامية «حماس». لكن الدول العربية في نفس الوقت تتخوف من أن تنقلب شعوبها ضدها إذا أظهرت ضعفا في عدم قدرتها على تحدي العدوان الإسرائيلي على لبنان.

## الأمم المتحدة
تتلخص مطالب الأمم المتحدة بتنفيذ قرار مجلس الأمن رقم 1559 الصادر في سبتمبر عام 2004 الداعية إلى «حل ونزع سلاح كافة الميليشيات اللبنانية وغير اللبنانية» وكذلك «بسط سيطرة الحكومة اللبنانية على كافة أراضي لبنان». وكذلك تقترح الأمم المتحدة نشر قوة دولية في جنوب لبنان وقد طلب الأمين العام للامم المتحدة كوفي عنان بوقف فوري لإطلاق النار في لبنان ودان عنان حزب الله «لإشعاله فتيل العنف الدائر في لبنان»، كما أنتقد في الوقت ذاته إسرائيل بسبب «الاستخدام المفرط للقوة»  ومن جهة أخرى شن رئيس مجلس النواب اللبناني نبيه بري هجوما كلاميا عنيفا على الأمم المتحدة، متهما إياها بالـ«مشاركة في جريمة مروحين»، على حد تعبيره، في إشارة إلى مقتل على الأقل 18 نازحا لبنانيا في قصف إسرائيلي على موكبهم يوم 15 يوليو 2006.
صرح جون بولتون السفير الأمريكي في الأمم المتحدة في مقابلة مع شبكة "سي ان ان" الأمريكية ان الإدارة الأمريكية تبحث بعناية فكرة نشر قوات متعددة الجنسيات بناء على تفويض من مجلس الأمن"  ومن الجدير بالذكر ان وزير الدفاع الإسرائيلي عمير بيريتز قال ان بلاده قد تقبل قوات حفظ سلام تابعة لحلف الناتو في جنوب لبنان لضمان ابعاد حزب الله عن الحدود الإسرائيلية اللبنانية وقالت مصادر من الأمم المتحدة إن فرنسا وتركيا في مقدمة الدول المرشحة لقيادة مثل هذه القوة وان إيطاليا واليونان والبرازيل أبدت استعدادها للمشاركة فيها 
في 26 يوليو 2006 وبإشراف كوفي عنان عقد اجتماع حول الأزمة في لبنان في روما بحضور فؤاد السنيورة وكوندوليزا رايس ووزير الخارجية الإيطالي ماسيمو داليما وجاء في البيان الختامي إن هناك حاجة إلى قوة دولية لدعم الجيش اللبناني وصرح كوفي عنان إن قوة متعددة الجنسيات بإمكانها أن تساعد لبنان على فرض سلطتها وتطبيق قرارات مجلس الأمن التي تؤدي إلى نزع سلاح حزب الله كما أعرب عن اعتقاده أنه من الضروري ضم سوريا وإيران إلى أي اتفاق نهائي حول لبنان.
بعد حدوث مذبحة قانا 2006 في 30 يوليو 2006 وبعد ساعات على الإعلان عن مقتل المدنيين في قانا، خرجت تظاهرة غاضبة في وسط بيروت أمام مبنى الأمم المتحدة «الأسكوا»، ردّد فيها المشاركون شعارات منددة بإسرائيل وهاجم المتظاهرون مبنى الأمم المتحدة واقتحموا المكاتب محدثين أضرارا كبيرة فيها كما رفعوا اعلام حزب الله مكان أعلام المنظمة العالمية وأحرقوا الأعلام الإسرائيلية وقد دفع ذلك رئيس مجلس النواب نبيه بري إلى توجيه رسالة تلفزيونية إلى المتظاهرين يطالبهم فيها بعدم التعرّض للمبنى.

## ردود الفعل العالمية الرسمية
- سوريا : قال فاروق الشرع، نائب الرئيس السوري «إن الاحتلال هو مصدر وسبب رئيسي للتحريض ضد الشعبين الفلسطيني واللبناني، لذلك هناك مقاومة لبنانية وفلسطينية والقول الفصل هو للمقاومة في فلسطين وجنوب لبنان، وهم يقررون ماذا يفعلون، ولماذا يفعلون».[12]
- لبنان : اعلنت على لسان رئيس الوزراء، فؤاد السنيورة، قوله إن «حكومته ليست مسؤولة، ولم تقر عملية اختطاف الجنديين الإسرائيليين.» [12]
- الأردن : أدان الملك عبد الله التصعيد الإسرائيلي على الجبهة اللبنانية، داعيا إسرائيل إلى وقف العمليات العسكرية التي تستهدف المدنيين والبنية التحتية اللبنانية وشدد على أهمية بلورة موقف عربي موحد يقوي الحكومة اللبنانية ويساعد الشعب اللبناني ودعا إلى وحدة الشعب اللبناني لتجاوز هذه الظروف الصعبة .
- السعودية : ألقت السعودية باللوم على «عناصر» في داخل لبنان في العنف مع إسرائيل، وقال بيان نشرته وكالة الأنباء السعودية إن السعودية «تود أن تعلن بوضوح أنه لا بد من التفرقة بين المقاومة الشرعية وبين المغامرات غير المحسوبة التي تقوم بها عناصر داخل الدولة ومن وراءها، دون رجوع إلى السلطة الشرعية في دولتها، ودون تشاور أو تنسيق مع الدول العربية، فتوجد بذلك وضعاً بالغ الخطورة، يُعّرض جميع الدول العربية ومنجزاتها للدمار، دون أن يكون لهذه الدول أي رأي أو قول.» ويعتبر هذا الموقف انتقاد صريح على غير العادة موجه إلى جماعة حزب الله وأنصارها الإيرانيين
- المغرب : قال نبيل بن عبد الله، الناطق الرسمي باسم الحكومة، ان هذه العمليات العسكرية «تشكل رد فعل غير مبرر ولجوء مفرط ومبالغ فيه للقوة لا يمكن ابدا تبريره تحت أي ذريعة كانت،» واصفا اياها بأنها «تصعيد عسكري خطير سيعمق من ماساة والام المواطنين المدنيين.» [12]
- الولايات المتحدة الأمريكية أكد جورج بوش، على حق إسرائيل في الدفاع عن نفسها، وانتقد حزب الله لتقويضه جهود السلام في منطقة الشرق الأوسط، محملا سوريا مسؤولية تدهور الأوضاع بسبب إيوائها قيادات حماس وعلاقتها بحزب الله.[12]
- الاتحاد الأوروبي دعا الاتحاد الأوروبي، حزب الله إلى الإفراج عن الجنديين الإسرائيليين، مناشدا جميع الأطراف احترام الخط الحدودي الأزرق بين إسرائيل ولبنان [12]
- فرنسا وصف وزير الخارجية الفرنسي فيليب دوست بلازي، الهجمات الإسرائيلية على لبنان، والتي شملت قصف مطار بيروت بأنها «عمل حربي غير متناسب».[12] * حملت باريس حزب الله مسؤولية اندلاع الأعمال الحربية بين لبنان وإسرائيل ولكنها نددت بالرد «غير المتناسب». وتساءل الرئيس الفرنسي جاك شيراك عما إن كانت هنالك «نية لتدمير لبنان».[13]
- الاتحاد الروسي ندد وزير الخارجية الروسي سيرجي لافروف بهجوم إسرائيل على لبنان وكذلك عملياتها في الأراضي الفلسطينية ونقلت عنه وكالة أنباء انترفاكس قوله «هذا رد غير متناسب مع ما حدث.. واذا كان كل من الجانبين يسعى إلى دفع الآخر إلى وضع حرج، فأني أعتقد عندها أن ذلك سيتطور بشكل درامي ومأسوى.» [12] كما دعا الرئيس الروسي فلاديمير بوتين كل الأطراف المعنية بالتصعيد الراهن إلى وقف فوري للعمليات العسكرية. ونقلت وكالة إنترفاكس الروسية عن بوتين قوله إن الدول الصناعية الثماني قررت إدراج الوضع في لبنان على قمتها غدا في روسيا.[13]
- الأمم المتحدة طالب كوفي عنان حزب الله بإطلاق سراح الجنديين الأسيرين الإسرائيليين في لبنان، ودعا زعماء المنطقة إلى العمل على منع حدوث تصعيد للصراع في الشرق الأوسط وأوعز لفريق مكون من ثلاثة أشخاص، بقيادة مستشاره السياسي الخاص، فيجاي نامبيار، للتوجه إلى الشرق الأوسط «للمساعدة في نزع فتيل الأزمة في المنطقة.» [12]
- اليابان قال رئيس الوزراء الياباني جونيتشيرو كويزومي، أتفهم غضب إسرائيل إزاء الهجوم على شعبها لكني مازلت أفضل أن تأخذ في الاعتبار بشكل كاف أهمية مستقبل السلام عند ردها،" [12]
- ألمانيا قال توماس شتيغ، نائب الناطق باسم الحكومة الألمانية للصحفيين، إن الحكومة الألمانية تنظر بقلق شديد إلى احتمال اشتعال حرب في المنطقة وأضاف أن المستشارة أنغيلا ميركل ستؤكد للرئيس الأمريكي جورج بوش ضرورة المساهمة بالقيام بجهود دبلوماسية لوقف تردي الوضع السياسي والعسكري في الشرق الأوسط.[12] طلبت برلين من إسرائيل «مراعاة كل العواقب البعيدة المدى» لحملتها في لبنان، مع اعترافها بحق «الدفاع عن النفس المكرس دوليا».[13]
- النرويج تستدعي سفيرة إسرائيل في أوسلو احتجاجا على الهجوم العسكري «المرفوض تماما» على لبنان.[13]
- المملكة المتحدة لبريطانيا العظمى وآيرلندا: اعتبر رئيس الوزراء توني بلير أن الوسيلة الوحيدة لتسوية الوضع في الشرق الأوسط هي العودة في أقرب وقت ممكن إلى خريطة الطريق، مذكرا في الوقت نفسه بالمعاناة التي يعيشها الفلسطينيون.[13]
- إسبانيا: اعتبر رئيس الحكومة الإسبانية خوسيه لويس ثاباتيرو إسرائيل مخطئة في ردها الشامل على لبنان وقطاع غزة، داعيا الاتحاد الأوروبي إلى مطالبتها «بوقف فوري للأعمال العدائية».[13]
- الفاتيكان: يدين «الهجوم» الإسرائيلي على لبنان «الدولة الحرة والسيدة»، واصفا المعلومات القادمة من بيروت بأنها «مثيرة للقلق».[13]
- إيران أشاد علي خامنئي بحزب الله وكفاحه في لبنان ضد ما وصفه بالورم الصهيوني الخبيث في المنطقة.
- فنزويلا شجب الرئيس هوغو شافيز التصعيد الإسرائيلي ضد لبنان، ووصف إسرائيل بأنها بلد أصيب بالجنون. وأضاف أن إسرائيل تهدد سوريا وإيران بالأسلحة النووية التي تمتلكها. وتعتبر هذه الإدانة أول موقف لزعيم بأميركا اللاتينية من الأوضاع في لبنان.[14]

## الردود الغير رسمية

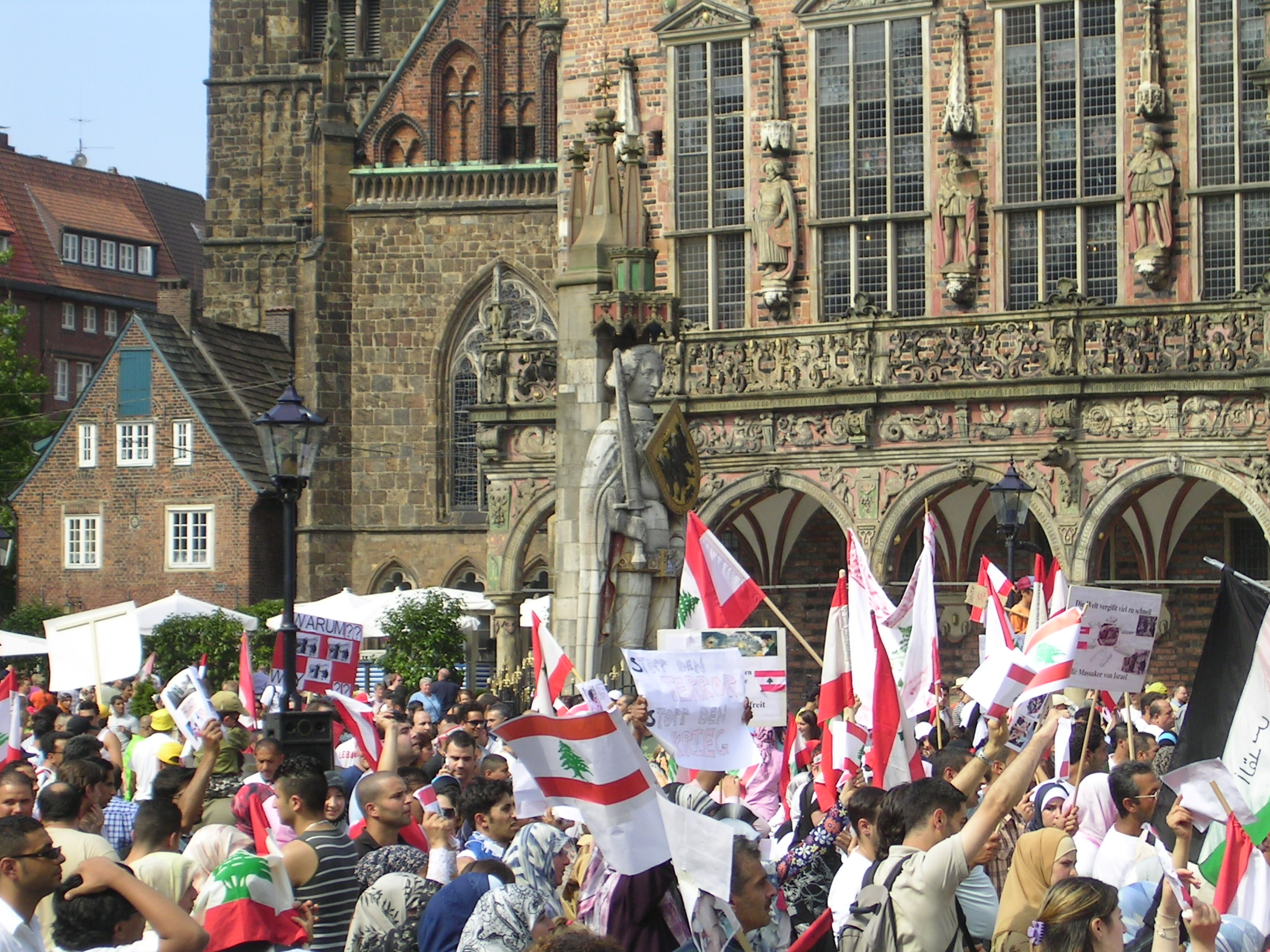
مظاهرات شعبية في مدينة بريمن الألمانية

- حيا الاتحاد العالمي لعلماء المسلمين في بيان أصدره عن العملية التي قامت بها المقاومة اللبنانية ضد إسرائيل، والتي أسر على أثرها جنديين إسرائيليين. وأن الجنديين الذين أسرتهما المقاومة اللبنانية إنما هم أسرى حرب تنطبق بحقّهم الاتفاقيات الدولية التي تحكم قضايا الأسرى، وليس في هذه الاتفاقيات ما يبيح لدولة الأسير اجتياح أراضي آسريه، وضرب منشآته المدنية وبنيته الأساسية، [15]
- علق الشيخ سلمان العودة على الأحداث وما يحدث في لبنان وذكر انه من غير المعقول أن تطلق إسرائيل يدها في المنطقة، وكأنها شرطي العالم. وأن عملية أسر الجندي جائزة شرعاً،" فهولاء الجنود هم محاربون، لكن متى يتم الاختطاف؟ وهل من المصلحة في مثل هذا الوقت؟ هذا يرجع إلى أهل الاختصاص.[16]
- شهدت المحافظات السورية يوم الأثنين 17 يوليو مسيرات شعبية كبيرة تضامنا مع المقاومة اللبنانية والشعب اللبناني في وجه الهجمات الإسرائيليه. وشارك أكثر من الفي فلسطيني امس في مسيرة جماهيرية في رام الله بالضفة الغربية. وتظاهر نحو 600 تونسي في ساحة محمد علي أمام مقر الاتحاد العام التونسي للشغل وسط العاصمة تونس تعبيرا عن استنكارهم واحتجاجهم على الهجمات الإسرائيلة.[17]
- ندد مشاركون في اعتصام دعا إليه طلبة في جامعة اليرموك بالهجمات الإسرائيلية المستمرة على لبنان والعمليات العسكرية الإسرائيلية ودعت المجتمع الدولي للتدخل لوقفها.[18]
- نظمت النقابات المهنية ومنظمات المجتمع المدني بمصر مظاهرات تأييد للمقاومة اللبنانية والفلسطينية. وردد المتظاهرون هتافات مؤيدة لحزب الله وحماس، مطالبين الحكام العرب باتخاذ مواقف ترقى لطموحات الشعوب العربية بقطع العلاقات الدبلوماسية مع إسرائيل ودعم المقاومة.
- نظم أبناء الجالية اللبنانية في فرنسا تظاهرتين منفصلتين للاحتجاج والتنديد بالاعتداءات الإسرائيلية على لبنان. التظاهرة الأولى ندد فيها أنصار تجمع الرابع عشر من آذار بحزب الله وانتقدوا ما وصفوه بتفرد الحزب باتخاذ قرارات عرضت البلاد للخطر. ومن جانبهم أثنى أنصار حزب الله على مواقف الحزب في مظاهرة أخرى خرجت بالقرب من مقر اليونسكو بباريس.
- في العاصمة الإندونيسية جاكرتا تظاهر الآلاف للتنديد بالهجوم الإسرائيلي على لبنان والأراضي الفلسطينية.
- تظاهر الآلاف من مواطني مدينة ديار بكر التركية تضامنا مع الشعبين اللبناني والفلسطيني.
- تظاهر ما يقارب 4 ألاف شخص في مدينة بريمن في ألمانيا احتجاجا على العدوان الإسرائيلي.

## زلة لسان أم موقف رسمي
في 17 يوليو 2006 وأثناء اجتماع رسمي لمجموعة الثمانية G8 تمكنت وسائل الإعلام العالمية من التقاط حوار شخصي بين الرئيس الأمريكي جورج بوش ورئيس الوزراء البريطاني توني بلير ولم يكن الأثنان أثناء الحوار على علم إن ميكروفونهم الشخصي كان مفتوحا. في هذا الحوار الشخصي اعرب بوش عن شعوره بالإحباط تجاه الوضع في لبنان وتفوه بعبارات غير دبلوماسية ومن هذه العبارات 
- «إن المفارقة هنا هو إن كل ماعليهم ان يعملوه هو الضغط على سوريا لتضغط بدورها على حزب الله وهذا كفيل بان يوقف حزب الله الغائط الذي يمارسه».
- «لايعجبني موقف كوفي عنان لأنه ميال إلى وقف إطلاق النار».
- «اريد من كوفي عنان ان يتصل هاتفيا مع بشار الأسد ويحقق شيئا ملموسا».

أثناء الحوار الشخصي لوحظ توني بلير وهو يحاول إقناع الرئيس الأمريكي بأهمية موقف عالمي موحد لحل الصراع. استمر الحوار الشخصي المسموع والمرئي إلى ان انتبه توني بلير إلى الميكروفون المفتوح وقام بإغلاقه. رسميا وبعيدا عن ذلك الحوار الشخصي لخص جورج بوش مطالب حكومته بنزع سلاح حزب الله استنادا إلى قرار مجلس الأمن المرقم 1559 المطالبة بنزع سلاح جميع الميليشيات اللبنانية وغير اللبنانية 